# Société française de presse illustrée
 (décembre 2012).
La Société française de presse illustrée plus connue sous son sigle SFPI est l'éditeur de petit format le plus important du groupe Chapelle réunissant les différentes entités créées et dirigées par Jean Chapelle.

## Liste des revues
- Agents Spéciaux
- Aigle d'or 1re série (36)
- Aigle d'or 2e série (14) (n° 3 à 16)
- Airman (14) (Gemini)
- Ajax 1re série (39)
- Ajax 2e série (12)
- Ajax (3e série) (14) (MCL)
- Ajax-Bison noir (4) (MCL)
- Ajax (5e série) (2) (MCL)
- Alamo (12)
- Amigo 1re série (38)
- Amigo 2e série (2) (MCL)
- Arc-en-ciel (20) (Occident)
- Astrella (18) (Occident)
- Auranella (26) (Gemini)
- Bimbo 1re série (55)
- Bimbo 2e série (181)
- Bison noir 1re série (16)1957
- Bison noir 2e série (10) (MCL)
- Blackman (3) (Poche)
- Cap'tain Popeye (257)
- Cap.7 1re série (82) (poche)
- Cap.7 2e série (9)
- Caramba (8) (SNPI)
- Cobra (17) (Gemini)
- Colorado (11)
- Dennis (85) (SFP)
- Denis la Malice (90)
- Diabolik 1re série (51) (Gemini)
- Diabolik 2e série (76) (Gemini)
- Diabolik 3e série (80) (MCL)
- Diabolik Géant (6) (Poche)
- Dodu (86)
- El Desperado (13) (Occident)
- El Diablo (8) (Occident)
- Erik le viking (51) (Poche)
- Kébir (1re et 2e série)
- King Kong le robot (32) (Occident)
- Zorro